# Torneo Apertura 2023 Futsal (Guatemala)
El Torneo Clausura 2023  esla edición número 40 de la Liga Nacional de Futsal de Guatemala. El torneo es organizado por la Liga Nacional de Futsal de Guatemala, ente dependiente de la FEDEFUT.

## Sistema de competición
El torneo consta de dos fases:

### Fase de clasificación
Un grupo único integrado por los 10 equipos participantes. A través de un sistema de liga, los 10 equipos se enfrentan todos contra todos a dos vueltas, para un total de 18 jornadas.
La clasificación final se decide según los puntos obtenidos tras cada partido:
- 3 puntos por victoria
- 1 punto por empate
- 0 puntos por derrota

En caso de empate en puntos, la posición se decide según:
1. Diferencia de goles
2. Goles a favor
3. Enfrentamiento directo.

Tras finalizar la fase de clasificación, los 2 mejores equipos clasifican de manera directa a las semifinales, mientras los equipos ubicados en las posiciones 3.º, 4.º, 5.º y 6.º clasifican a la fase final.

### Fase final
Los 2 mejores equipos de la clasificación acceden directamente a la ronda semifinal, mientras los 4 equipos restantes juegan entre sí la serie de acceso a semifinales, de la siguiente forma:
- 3.º vs 6.º
- 4.º vs 5.º

Los equipos juegan una serie al mejor de 3 partidos, por lo que el equipo que gane dos partidos clasificará a la siguiente ronda; en caso de que haya un empate en el primer partido, esto condicionará a un tercer partido; si el tercer partido se empata, la serie se definirá a través de tiros desde el punto penal.
La ronda semifinal se juega en series al mejor de 3 partidos, enfrentando a los equipos de la siguiente forma:
- 1.º vs 2 mejor clasificado entre los procedentes de la ronda anterior
- 2.º vs 1 mejor clasificado entre los procedentes de la ronda anterior

Los ganadores de las series se enfrentan en la final, a partido único en el Domo Polideportivo.

## Equipos participantes

### Cambios
| Pos. | Ascendidos desde la Tercera División 2022−23 |
| ---- | -------------------------------------------- |
| 1.°  | Jurídicos GT                                 |
| 2.°  | Autofix Yantarni                             |
| Ant. | Lanquetín                                    |

| Pos.  | Descendidos a la Tercera División 2023−24 |
| ----- | ----------------------------------------- |
| Disf. | Antigua GFC Futsal                        |
| 9.°   | Proyectos JC Company                      |
| Dism. | Hansport Futsal                           |

### Información
| Entidad                         | Nombre        | Ciudad              | Duela     | Capacidad |
| ------------------------------- | ------------- | ------------------- | --------- | --------- |
| Alianza Futsal Club             | Alianza       | Ciudad de Guatemala | Domo Tigo | 1500      |
| Auto Fix & Services             | Autofix       | Ciudad de Guatemala | Domo Tigo | 1500      |
| Edén United Futsal              | Edén United   | Ciudad de Guatemala | Domo Tigo | 1500      |
| Compañía Farmacéutica Lanquetín | Farmacéuticos | Ciudad de Guatemala | Domo Tigo | 1500      |
| Futsal Club Glucosoral          | Glucosoral    | Ciudad de Guatemala | Domo Tigo | 1500      |
| Jurídicos Guatemala Futsal      | Jurídicos GT  | Ciudad de Guatemala | Domo Tigo | 1500      |
| Kinesio García                  | Kinesio       | Ciudad de Guatemala | Domo Tigo | 1500      |
| Legendarios Futsal Club         | Legendarios   | Ciudad de Guatemala | Domo Tigo | 1500      |
| San José                        | San José      | Ciudad de Guatemala | Domo Tigo | 1500      |
| Club Social y Deportivo Tellioz | Tellioz       | Ciudad de Guatemala | Domo Tigo | 1500      |

## Fase de clasificación

### Tabla general
|                                                                    | Pos. | Equipos        | PJ | PG | PE | PP | GF | GC | Dif. | PTS | Clasificación  |
| ------------------------------------------------------------------ | ---- | -------------- | -- | -- | -- | -- | -- | -- | ---- | --- | -------------- |
|                                                                    | 1    | Tellioz        | 6  | 6  | 0  | 0  | 45 | 22 | +23  | 18  | Semifinales    |
|                                                                    | 2    | Legendarios    | 6  | 4  | 1  | 1  | 52 | 32 | +20  | 13  | Semifinales    |
|                                                                    | 3    | Glucosoral     | 6  | 4  | 1  | 1  | 35 | 17 | +18  | 13  | Presemifinales |
|                                                                    | 4    | Edén United    | 6  | 4  | 0  | 2  | 31 | 20 | +11  | 12  | Presemifinales |
|                                                                    | 5    | Alianza        | 6  | 3  | 0  | 3  | 26 | 25 | +1   | 9   | Presemifinales |
|                                                                    | 6    | Farmacéuticos  | 6  | 2  | 1  | 3  | 23 | 24 | -1   | 7   | Presemifinales |
|                                                                    | 7    | Kinesio        | 6  | 2  | 1  | 3  | 19 | 26 | -7   | 7   |                |
|                                                                    | 8    | San José       | 6  | 2  | 0  | 4  | 28 | 32 | -4   | 6   |                |
|                                                                    | 9    | Autofix Futsal | 6  | 1  | 0  | 5  | 17 | 37 | -20  | 3   |                |
|                                                                    | 10   | Jurídicos GT   | 6  | 0  | 0  | 6  | 16 | 57 | -41  | 0   |                |
| Última actualización: 18 de noviembre de 2023 \| Fuente: Sofascore |      |                |    |    |    |    |    |    |      |     |                |

### Tabla de resultados
| Local \ Visitante | ALI | AUT | EDU | FAR | GLU | JUR  | KIN | LEG  | SJO | TEL  |
| ----------------- | --- | --- | --- | --- | --- | ---- | --- | ---- | --- | ---- |
| Alianza           | —   | 5–4 |     |     |     |      | 8–2 |      | 5–4 |      |
| Autofix           |     | —   | 1–7 |     |     | 5–4  |     | 1–6  |     |      |
| Edén United       | 6–4 |     | —   | 7–2 |     |      |     | 6–8  |     |      |
| Farmacéuticos     | 4–1 |     |     | —   | 2–4 |      |     |      | 6–7 |      |
| Glucosoral        |     | 6–2 |     |     | —   | 12–2 |     |      |     | 2–3  |
| Jurídicos GT      |     |     |     | 2–6 |     | —    |     | 4–17 |     | 3–13 |
| Kinesio Futsal    |     |     | 1–3 | 3–3 |     | 4–1  | —   |      |     |      |
| Legendarios       |     |     |     |     | 6–6 |      |     | —    | 7–3 | 8–12 |
| San José          |     | 9–4 |     |     | 2–5 |      | 3–5 |      | —   |      |
| Tellioz           | 5–3 |     | 4–2 |     |     |      | 8–4 |      |     | —    |

## Goleadores
| Pos. | Jugador            | Equipo       | Goles |
| ---- | ------------------ | ------------ | ----- |
| 1    | Jonatan Arévalo    | Legendarios  | 12    |
| 2    | Estuardo Alvizurez | Edén United  | 11    |
| =    | José Marín         | Tellioz      | 11    |
| 4    | Josué Cosajay      | Tellioz      | 10    |
| 5    | Marvin Sandoval    | Glucosoral   | 8     |
| 6    | Álvaro Garrido     | San José     | 7     |
| =    | Enrique Rodas      | Jurídicos GT | 7     |
| =    | Patrick Jurado     | Legendarios  | 7     |

## Resultados
| Fecha 1                       | Fecha 1   | Fecha 1       | Fecha 1   | Fecha 1        | Fecha 1 |
| Local                         | Resultado | Visitante     | Recinto   | Fecha          | Hora    |
| ----------------------------- | --------- | ------------- | --------- | -------------- | ------- |
| San José                      | 2−5       | Glucosoral    | Domo Tigo | 2 de noviembre | 15:00   |
| Edén United                   | 6−8       | Legendarios   | Domo Tigo | 2 de noviembre | 19.00   |
| Jurídicos GT                  | 3−13      | Tellioz       | Domo Tigo | 4 de noviembre | 15:30   |
| Kinesio                       | 3−3       | Farmacéuticos | Domo Tigo | 4 de noviembre | 17:30   |
| Alianza                       | 5−4       | Autofix       | Domo Tigo | 4 de noviembre | 19:30   |
| Goles: 52 (10.40 por partido) |           |               |           |                |         |

| Fecha 2                      | Fecha 2   | Fecha 2      | Fecha 2   | Fecha 2         | Fecha 2 |
| Local                        | Resultado | Visitante    | Recinto   | Fecha           | Hora    |
| ---------------------------- | --------- | ------------ | --------- | --------------- | ------- |
| Farmacéuticos                | 4−1       | Alianza      | Domo Tigo | 9 de noviembre  | 15:00   |
| Tellioz                      | 8−4       | Kinesio      | Domo Tigo | 9 de noviembre  | 19.00   |
| Autofix                      | 1−7       | Edén United  | Domo Tigo | 11 de noviembre | 15:30   |
| Legendarios                  | 7−3       | San José     | Domo Tigo | 11 de noviembre | 17:30   |
| Glucosoral                   | 12−2      | Jurídicos GT | Domo Tigo | 11 de noviembre | 19:30   |
| Goles: 49 (9.80 por partido) |           |              |           |                 |         |

| Fecha 3                       | Fecha 3   | Fecha 3       | Fecha 3   | Fecha 3         | Fecha 3 |
| Local                         | Resultado | Visitante     | Recinto   | Fecha           | Hora    |
| ----------------------------- | --------- | ------------- | --------- | --------------- | ------- |
| Jurídicos GT                  | 4−17      | Legendarios   | Domo Tigo | 16 de noviembre | 19:30   |
| San José                      | 9−4       | Autofix       | Domo Tigo | 16 de noviembre | 21:00   |
| Alianza                       | 8−2       | Kinesio       | Domo Tigo | 18 de noviembre | 15:30   |
| Glucosoral                    | 2−3       | Tellioz       | Domo Tigo | 18 de noviembre | 17:30   |
| Edén United                   | 7−2       | Farmacéuticos | Domo Tigo | 18 de noviembre | 19:30   |
| Goles: 58 (11.60 por partido) |           |               |           |                 |         |

| Fecha 4                      | Fecha 4   | Fecha 4      | Fecha 4            | Fecha 4         | Fecha 4 |
| Local                        | Resultado | Visitante    | Recinto            | Fecha           | Hora    |
| ---------------------------- | --------- | ------------ | ------------------ | --------------- | ------- |
| Farmacéuticos                | 6−7       | San José     | Domo Tigo          | 21 de noviembre | 19:30   |
| Kinesio                      | 1−3       | Edén United  | Domo Polideportivo | 21 de noviembre | 19:30   |
| Legendarios                  | 6−6       | Glucosoral   | Domo Polideportivo | 21 de noviembre | 21:00   |
| Tellioz                      | 5−3       | Alianza      | Domo Tigo          | 21 de noviembre | 21:00   |
| Autofix                      | 5−4       | Jurídicos GT | Domo Polideportivo | 22 de noviembre | 21:00   |
| Goles: 47 (9.40 por partido) |           |              |                    |                 |         |

| Fecha 5                       | Fecha 5   | Fecha 5       | Fecha 5            | Fecha 5         | Fecha 5 |
| Local                         | Resultado | Visitante     | Recinto            | Fecha           | Hora    |
| ----------------------------- | --------- | ------------- | ------------------ | --------------- | ------- |
| Glucosoral                    | 6−2       | Autofix       | Domo Polideportivo | 25 de noviembre | 14:30   |
| Jurídicos GT                  | 2−6       | Farmacéuticos | Domo Polideportivo | 25 de noviembre | 16:00   |
| Legendarios                   | 8−12      | Tellioz       | Domo Polideportivo | 25 de noviembre | 17:30   |
| Edén United                   | 6−4       | Alianza       | Domo Polideportivo | 25 de noviembre | 19:00   |
| San José                      | 3−5       | Kinesio       | Domo Polideportivo | 25 de noviembre | 20:30   |
| Goles: 54 (10.80 por partido) |           |               |                    |                 |         |

| Fecha 6                      | Fecha 6   | Fecha 6      | Fecha 6   | Fecha 6         | Fecha 6 |
| Local                        | Resultado | Visitante    | Recinto   | Fecha           | Hora    |
| ---------------------------- | --------- | ------------ | --------- | --------------- | ------- |
| Autofix                      | 1−6       | Legendarios  | Domo Tigo | 30 de noviembre | 19:30   |
| Farmacéuticos                | 2−4       | Glucosoral   | Domo Tigo | 30 de noviembre | 21:00   |
| Kinesio                      | 4−1       | Jurídicos GT | Domo Tigo | 2 de diciembre  | 15:30   |
| Tellioz                      | 4−2       | Edén United  | Domo Tigo | 2 de diciembre  | 17:30   |
| Alianza                      | 5−4       | San José     | Domo Tigo | 2 de diciembre  | 19:30   |
| Goles: 33 (6.60 por partido) |           |              |           |                 |         |

| Fecha 7      | Fecha 7   | Fecha 7       | Fecha 7            | Fecha 7        | Fecha 7 |
| Local        | Resultado | Visitante     | Recinto            | Fecha          | Hora    |
| ------------ | --------- | ------------- | ------------------ | -------------- | ------- |
| Glucosoral   |           | Kinesio       | Domo Tigo          | 5 de diciembre | 19:30   |
| Autofix      |           | Tellioz       | Domo Polideportivo | 5 de diciembre | 19:30   |
| Jurídicos GT |           | Alianza       | Domo Polideportivo | 5 de diciembre | 21:00   |
| Legendarios  |           | Farmacéuticos | Domo Tigo          | 5 de diciembre | 21:00   |
| San José     |           | Edén United   | Domo Tigo          | 6 de diciembre | 19:30   |
|              |           |               |                    |                |         |

| Fecha 8       | Fecha 8   | Fecha 8      | Fecha 8     | Fecha 8        | Fecha 8 |
| Local         | Resultado | Visitante    | Recinto     | Fecha          | Hora    |
| ------------- | --------- | ------------ | ----------- | -------------- | ------- |
| Alianza       |           | Glucosoral   | Por definir | 9 de diciembre | 14:30   |
| Kinesio       |           | Legendarios  | Por definir | 9 de diciembre | 16:00   |
| Farmacéuticos |           | Autofix      | Por definir | 9 de diciembre | 17:30   |
| Edén United   |           | Jurídicos GT | Por definir | 9 de diciembre | 19:00   |
| San José      |           | Tellioz      | Por definir | 9 de diciembre | 20:30   |
|               |           |              |             |                |         |

| Fecha 9      | Fecha 9   | Fecha 9       | Fecha 9   | Fecha 9         | Fecha 9 |
| Local        | Resultado | Visitante     | Recinto   | Fecha           | Hora    |
| ------------ | --------- | ------------- | --------- | --------------- | ------- |
| Tellioz      |           | Farmacéuticos | Domo Tigo | 12 de diciembre | 19:30   |
| Glucosoral   |           | Edén United   | Domo Tigo | 12 de diciembre | 21:00   |
| Autofix      |           | Kinesio       | Domo Tigo | 13 de diciembre | 21:00   |
| Jurídicos GT |           | San José      | Domo Tigo | 14 de diciembre | 19:30   |
| Legendarios  |           | Alianza       | Domo Tigo | 14 de diciembre | 21:00   |
|              |           |               |           |                 |         |

| Fecha 10      | Fecha 10  | Fecha 10     | Fecha 10    | Fecha 10    | Fecha 10 |
| Local         | Resultado | Visitante    | Recinto     | Fecha       | Hora     |
| ------------- | --------- | ------------ | ----------- | ----------- | -------- |
| Autofix       |           | Alianza      | Domo Tigo   | 11 de enero | 19:30    |
| Farmacéuticos |           | Kinesio      | Domo Tigo   | 11 de enero | 21:00    |
| Glucosoral    |           | San José     | Por definir | 13 de enero | 15:30    |
| Legendarios   |           | Edén United  | Por definir | 13 de enero | 17:30    |
| Tellioz       |           | Jurídicos GT | Por definir | 13 de enero | 19:30    |
|               |           |              |             |             |          |

| Fecha 11     | Fecha 11  | Fecha 11      | Fecha 11    | Fecha 11    | Fecha 11 |
| Local        | Resultado | Visitante     | Recinto     | Fecha       | Hora     |
| ------------ | --------- | ------------- | ----------- | ----------- | -------- |
| San José     |           | Legendarios   | Domo Tigo   | 18 de enero | 19:30    |
| Jurídicos GT |           | Glucosoral    | Domo Tigo   | 18 de enero | 21:00    |
| Alianza      |           | Farmacéuticos | Por definir | 20 de enero | 15:30    |
| Kinesio      |           | Tellioz       | Por definir | 20 de enero | 17:30    |
| Edén United  |           | Autofix       | Por definir | 20 de enero | 19:30    |
|              |           |               |             |             |          |

| Fecha 12      | Fecha 12  | Fecha 12     | Fecha 12    | Fecha 12    | Fecha 12 |
| Local         | Resultado | Visitante    | Recinto     | Fecha       | Hora     |
| ------------- | --------- | ------------ | ----------- | ----------- | -------- |
| Farmacéuticos |           | Edén United  | Domo Tigo   | 18 de enero | 19:30    |
| Kinesio       |           | Alianza      | Domo Tigo   | 18 de enero | 21:00    |
| Legendarios   |           | Jurídicos GT | Por definir | 20 de enero | 15:30    |
| Autofix       |           | San José     | Por definir | 20 de enero | 17:30    |
| Tellioz       |           | Glucosoral   | Por definir | 20 de enero | 19:30    |
|               |           |              |             |             |          |

| Fecha 13     | Fecha 13  | Fecha 13      | Fecha 13    | Fecha 13     | Fecha 13 |
| Local        | Resultado | Visitante     | Recinto     | Fecha        | Hora     |
| ------------ | --------- | ------------- | ----------- | ------------ | -------- |
| Jurídicos GT |           | Autofix       | Domo Tigo   | 1 de febrero | 19:30    |
| Glucosoral   |           | Legendarios   | Domo Tigo   | 1 de febrero | 21:00    |
| Edén United  |           | Kinesio       | Por definir | 3 de febrero | 15:30    |
| Alianza      |           | Tellioz       | Por definir | 3 de febrero | 17:30    |
| San José     |           | Farmacéuticos | Por definir | 3 de febrero | 19:30    |
|              |           |               |             |              |          |

| Fecha 14      | Fecha 14  | Fecha 14     | Fecha 14    | Fecha 14      | Fecha 14 |
| Local         | Resultado | Visitante    | Recinto     | Fecha         | Hora     |
| ------------- | --------- | ------------ | ----------- | ------------- | -------- |
| Kinesio       |           | San José     | Domo Tigo   | 8 de febrero  | 19:30    |
| Alianza       |           | Edén United  | Domo Tigo   | 8 de febrero  | 21:00    |
| Farmacéuticos |           | Jurídicos GT | Por definir | 10 de febrero | 15:30    |
| Tellioz       |           | Legendarios  | Por definir | 10 de febrero | 17:30    |
| Autofix       |           | Glucosoral   | Por definir | 10 de febrero | 19:30    |
|               |           |              |             |               |          |

| Fecha 15     | Fecha 15  | Fecha 15      | Fecha 15    | Fecha 15      | Fecha 15 |
| Local        | Resultado | Visitante     | Recinto     | Fecha         | Hora     |
| ------------ | --------- | ------------- | ----------- | ------------- | -------- |
| Glucosoral   |           | Farmacéuticos | Domo Tigo   | 15 de febrero | 19:30    |
| Jurídicos GT |           | Kinesio       | Domo Tigo   | 15 de febrero | 21:00    |
| Legendarios  |           | Autofix       | Por definir | 17 de febrero | 15:30    |
| Edén United  |           | Tellioz       | Por definir | 17 de febrero | 17:30    |
| San José     |           | Alianza       | Por definir | 17 de febrero | 19:30    |
|              |           |               |             |               |          |

| Fecha 16      | Fecha 16  | Fecha 16     | Fecha 16           | Fecha 16      | Fecha 16 |
| Local         | Resultado | Visitante    | Recinto            | Fecha         | Hora     |
| ------------- | --------- | ------------ | ------------------ | ------------- | -------- |
| Kinesio       |           | Glucosoral   | Domo Polideportivo | 20 de febrero | 15:30    |
| Alianza       |           | Jurídicos GT | Domo Polideportivo | 20 de febrero | 17:30    |
| Tellioz       |           | Autofix      | Domo Tigo          | 20 de febrero | 19:30    |
| Edén United   |           | San José     | Domo Tigo          | 20 de febrero | 21:00    |
| Farmacéuticos |           | Legendarios  | Domo Tigo          | 21 de febrero | 19:30    |
|               |           |              |                    |               |          |

| Fecha 17     | Fecha 17  | Fecha 17      | Fecha 17    | Fecha 17      | Fecha 17 |
| Local        | Resultado | Visitante     | Recinto     | Fecha         | Hora     |
| ------------ | --------- | ------------- | ----------- | ------------- | -------- |
| Glucosoral   |           | Alianza       | Por definir | 24 de febrero | 14:30    |
| Legendarios  |           | Kinesio       | Por definir | 24 de febrero | 16:00    |
| Tellioz      |           | San José      | Por definir | 24 de febrero | 17:30    |
| Jurídicos GT |           | Edén United   | Por definir | 24 de febrero | 19:00    |
| Autofix      |           | Farmacéuticos | Por definir | 24 de febrero | 20:30    |
|              |           |               |             |               |          |

| Fecha 18      | Fecha 18  | Fecha 18     | Fecha 18    | Fecha 18      | Fecha 18 |
| Local         | Resultado | Visitante    | Recinto     | Fecha         | Hora     |
| ------------- | --------- | ------------ | ----------- | ------------- | -------- |
| Edén United   |           | Glucosoral   | Domo Tigo   | 29 de febrero | 19:30    |
| Farmacéuticos |           | Tellioz      | Domo Tigo   | 29 de febrero | 21:00    |
| Alianza       |           | Legendarios  | Por definir | 2 de marzo    | 15:30    |
| Kinesio       |           | Autofix      | Por definir | 2 de marzo    | 17:30    |
| San José      |           | Jurídicos GT | Por definir | 2 de marzo    | 19:30    |
|               |           |              |             |               |          |
|               |           |              |             |               |          |

## Fase final

### Final
| Fechas          | Equipo 1   | Serie | Equipo 2 | Global |
| --------------- | ---------- | ----- | -------- | ------ |
| 9 de septiembre | Glucosoral | 2-1   | Tellioz  | 6-3    |